# Ян Кілінський
Ян Кілінський  (пол. Jan Kiliński; 1760; Тшемешно, Річ Посполита — 28 січня 1819, Варшава, Російська імперія) — варшавський швець, один з керівників Варшавського повстання 1794 року, член Тимчасової заступницької ради, полковник міліції Мазовецького князівства.

## Біографія
Народився, ймовірно, у Тшемешно в родині муляра, архітектора-самоучки Августина та Реґіни Кілінських. У рідному місті навчався азам читання та писання. В акті про смерть Я. Кілінського місцем його народження значиться місто Тшемешно Великопольского воєводства, але сам Кілінський пише у своїх «Записках», що він народився в місті Познані, а в Тшемешно, імовірно, виховувався та вчився шевському ремеслу.
1780 року переїхав до Варшави. У 1788 році отримав звання майстра-чоботяра і став популярним шевцем як серед столичної знаті, так і серед простого народу. Незабаром він зібрав достатньо коштів та придбав два кам'яних будинки. Потім, як людина, що відрізнялася особливими здібностями і чесністю, Кілінський був обраний членом ради (радним) магістрату Варшави.

## Участь у Варшавській «інсурекції» 1794 року
Приєднався до таємного патріотичного товариства, метою якого було відновлення Польщі, яка була поділена сусідніми державами, в її колишніх кордонах. Члени товариства разом з емігрантами — Ігнатієм Потоцьким, Коллонтай і Костюшком — вирішили розпочати підготовку до повстання проти окупаційних російських військ, а Тадеушу Костюшку запропонували очолити повстанське військо. Останній прийняв пропозицію. У Варшаві розпочалася підготовка до повстання, значну участь в якому узяв Ян Кілінський.

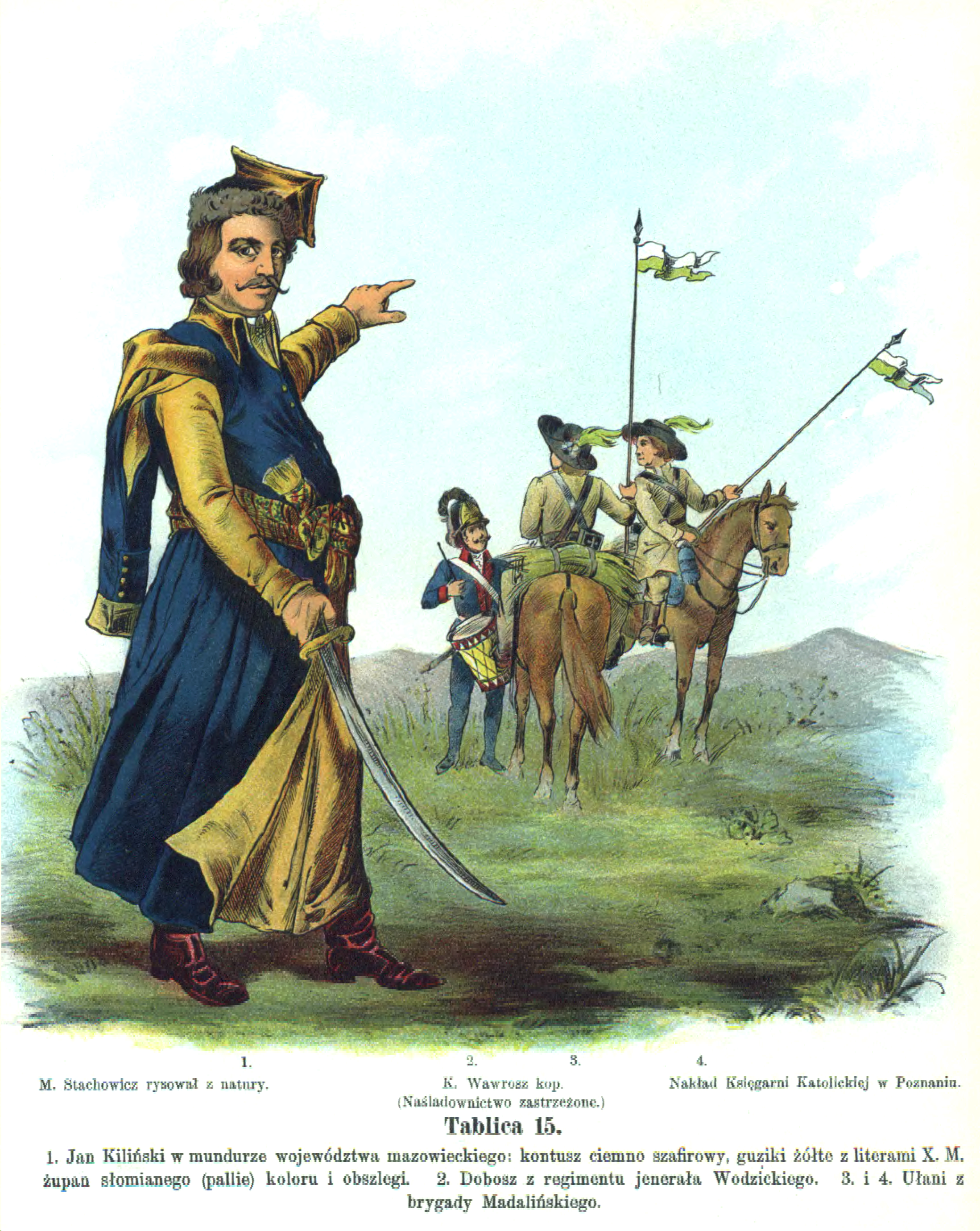
Ян Кілінський в однострої мазовецького воєводства

Повстання почалося 12 березня 1794 року в Пултуську заколотом кавалерійської бригади генерала Антона Мадалинського, яка відмовилася підкорятися рішенню про свій розпуск. До повстанців стали приєднуватися інші частини армії Речі Посполитої. Через кілька днів кавалеристи Мадалинського оволоділи Краковом, який став центром повстання. 16 березня 1794 року обрано керівника повстанців — ним проголошений диктатор Тадеуш Костюшко. 24 березня в Кракові опубліковано Акт повстання, який проголосив гасла відновлення в повному обсязі суверенітету Польщі; повернення територій, відторгнутих в 1773 і 1793; продовження реформ, започаткованих Чотирирічним сеймом 1788–1792.
Повстанців підтримали широкі верстви польського суспільства, всюди почалося озброєння населення та формування повстанських загонів. Посол Російської імперії у Варшаві та командувач російськими військами на території Речі Посполитої генерал Й. Ігельстром скерував на придушення повстання загін генерала О. Тормасова. Але 4 квітня 1794 року в бою під Рославицями поляки зуміли завдати поразки загону російських військ. Відтак повстання міщан звільнило Варшаву (17-18 квітня) і Вільно (22-23 квітня).
Ян Кілінський був обраний членом тимчасової ради і увійшов до складу народної ради. 28 червня 1794 року за його наказом варшавські збройні загони були відправлені на місце боїв з російськими частинами та поповнили військо Костюшка. 2 липня 1794 року Тадеуш Костюшко присвоїв Кілінському чин полковника.
Під час блокади Варшави прусським військом під особистим командуванням короля Фрідріха Вільґельма II, влітку 1794 року, Кілінський був призначений начальником 20-го добровольчого полку та забезпечував оборону столиці від наступаючих сил супротивника (6 вересня).

Афіша до відзначення 100-ліття з дня смерті Яна Кілінського

На початку вересня 1794 року прибув 10-тисячний корпус Олександра Суворова, який узяв Кобрин, Брест, Мацейовиці біля Седльця у Східній Польщі. Сам Тадеуш Костюшко, як і Ян Кілінський, був важко поранений і потрапив до полону. З десяти тисяч повстанців, які брали участь у битві, лише дві тисячі зуміли дійти до Варшави. У листопаді царські війська штурмом оволоділи Варшавою й остаточно придушили повстання.
Кілінського ув'язнили у Петропавловській фортеці у Петербурзі, де він відбував покарання до 1796 року. У листопаді 1796 року, відразу ж по смерті Катерини II, разом з рештою ватажками повстання був звільнений Павлом I, якому присягнув на вірність.
Звільнений Ян Кілінський покинув Петербург, оселився у Вільно, де продовжив займатися конспіративною діяльністю. Вдруге був ув'язнений російською владою та вивезений углиб імперії. Після другого терміну Ян Кілінський припинив політичну боротьбу і зайнявся написанням мемуарів. Відомо, що двотомник Кілінського побачив світ аж після його смерті.
До кінця свого життя Ян Кілінський отримував пенсію від російського імператора. Помер 28 січня 1819 року у Варшаві.
На церемонію поховання зібралося близько 30 тисяч варшав'ян, які проводжали його до місця поховання. Був похований на Повонзківському цвинтарі, в земляний могилі, без напису. Його могила до теперішнього часу не збереглася, оскільки була знищена у 1890-х роках під час перебудови костелу Святого Кароля Баромеуша, біля якого вона знаходилася.

## Пам'ять

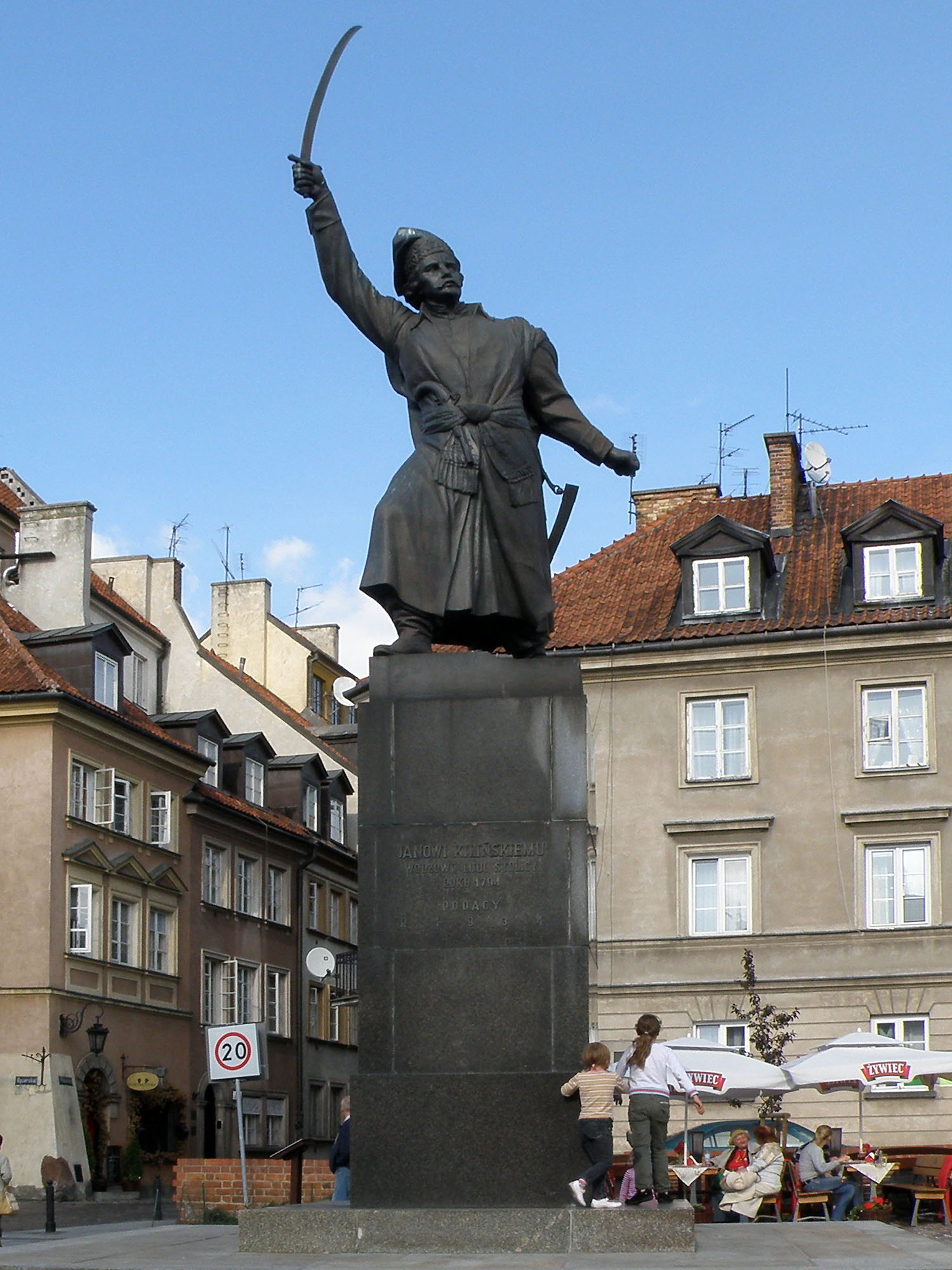
Пам'ятник Янові Кілінському на Подвалах у Варшаві

Григорій Кузневич. Пам'ятник Янові Кілінському у Стрийському парку Львова

- Яна Кілінського вважають у Польщі національним героєм. Його ім'ям названо вулиці і площі, навчальні заклади. У багатьох польських містах на честь Кілінського встановлені пам'ятники — у Варшаві (19 квітня 1936 року), Лодзі, Слупську, Тшемешно та ін.). У Лодзі його іменем названо також парк.
- 1843 року польським поетом В. Полем була написана «Історія шевця Кілінського».
- 1888 року новостворений парк Львова на місці колишніх нового та старого Стрийських цвинтарів, який початково називався Стрийським, було перейменовано на парк Яна Кілінського та запроєктовано місце, де мав би стояти пам'ятник польському національному герою.

Завдяки пожертвам вдалося зібрати необхідну суму для реалізації проєкту. Створити пам'ятник доручили відомому львівському скульптору Юліану Марковському. Протягом 1893–1894 років Марковський та Г. Кузневич працювали над скульптурою, яку витесували з брили білого каменю, спеціально привезеного з Миколаєва. Навесні 1895 року архітектор завершив роботу і передав її у власність міста. Та встановити скульптуру на попередньо узгодженому місці не вдалось, оскільки роботи над спорудженням фундаменту і постаменту затягнулися. Через це урочисте відкриття переносили кілька разів. Нарешті 18 червня 1895 року пам'ятник встановили без урочистого відкриття. Напис на пам'ятнику: «Яну Кілінському, шевцеві варшавському і полковнику війська польського з 1794 року від жителів Львова».
Львівський пам'ятник Яну Кілінському є найстаршим з усіх поставлених на теренах колишньої Речі Посполитої та сучасної Польщі пам'ятників героєві Варшавського повстання 1794 року, а також є одним із найстаріших пам'ятників Львова.
- Вулиця у Львові (нині Памви Беринди)[7].

- 1954 року Кілінський був відзначений на поштових марках в серіях «140-та річниця повстання Костюшка» та в емісії поштових марок 1955 року «Пам'ятники Варшави». З травня по вересень 1965 року на кораблі «Кілінський» (пол. Kiliński) використовувався поштовий штемпель «Кілінський» для відправлення пошти до Варшавської навігаційної служби.

- 1990 року режисер Маріан Кубера створив художній фільм «Ян Кілінський»[8].